# Космачёв, Дмитрий Иванович
Дмитрий Иванович Космачёв (р. 15.08.1923) — специалист в области радиолокации, лауреат Ленинской премии (1984) и Государственной премии СССР (1984).
Родился 15 августа 1923 года в Харькове.
Участник Великой Отечественной войны.
Окончил МАИ (1960).
В 1951—1977 в Радиотехническом институте: инженер, начальник отдела, главный инженер- первый заместитель директора. Занимался обеспечением надёжности аппаратуры РЛС.
В 1978—1991 в ЦНПО «Вымпел»: зам. генерального директора по экономическим вопросам, с 1981 главный инженер - первый зам. гендиректора.
В 1991—2004 генеральный директор, с 2004 президент Международной ассоциации качества «СовАск».
Доктор технических наук, профессор.
Государственная премия СССР (1974)
Ленинская премия (1984)
Награждён орденами Ленина, Отечественной войны I степени, «Знак Почёта», медалями. Почётный радист. Заслуженный машиностроитель РФ.